# Соціал-демократична партія Грузії (меншовиків)

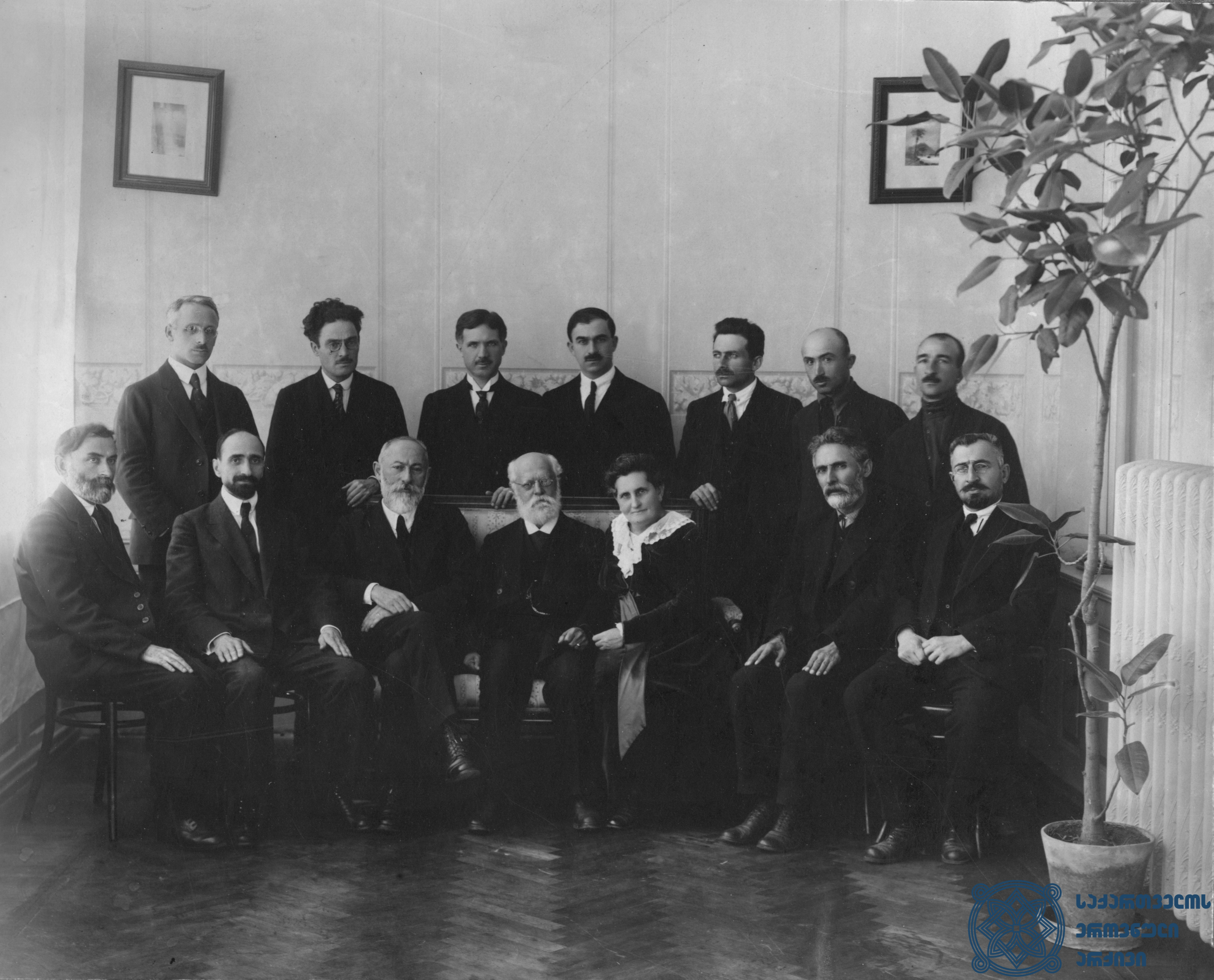
Карл Каутський серед членів Соціал-демократичної партії Грузії (меншовиків) — Ной Жорданія, Ной Рамішвілі, Сеїд Девдаріані і инши, Тбілісі, 1920

Соціал-демократична партія Грузії (меншовиків) — партія меншовиків, що існувала в Грузії.
Партія була провідною політичною партією в Грузинській Демократичній Республіці. Вона оформилася в 1918 в Тифлісі після відокремлення її організацій від організацій російських меншовиків. До серпня 1918 року партія налічувала понад 70 тис. осіб. Центральний органом партії була газета «Ертоба» («Єдність»), що виходила в Тифлісі в 1917—1921 роках.
Серед найбільше відомих членів партії: Микола Чхеїдзе, Євген Гегечкорі, Грігол Лордкіпанідзе, Ісидор Рамішвілі, Сеїд Девдаріані, Костянтин Андронікашвілі, Ной Жорданія , Іраклій Церетелі , Акакій Чхенкелі, Михайло Хундадзе, Євген Гваладзе, Акакій Андгуладзе.
14 лютого 1919 на парламентських виборах в Установчі Збори Грузинської Демократичної Республіки партія набрала 81,5 % голосів. До цього члени партії входили в Закавказький комісаріат, потім — в Закавказький сейм, очолювали уряд Закавказької Демократичної Федеративної Республіки.
У ході встановлення радянської влади в Грузії (лютий-березень 1921) лідери партії емігрували і в серпні 1923 року з'їзд партії заявив про саморозпуск партії. Але потім, у серпні 1924 утворений за участі членів партії «Комітет з питань незалежності Грузії» організував велике антирадянське повстання в Грузії. Повстання було жорстоко придушене, після чого сталися масові репресії проти членів партії та їх родин.
У 1922—1924 лідери партії емігрували. З 1921 у Франції існувало «Закордонне бюро» цієї партії.